# Marathon van Eindhoven 2003
De Marathon van Eindhoven 2003 vond plaats op zondag 12 oktober in Eindhoven. Naast een hele stond er ook een halve marathon op het programma.

## Uitslagen

### Mannen
| rang   | naam             | land | tijd    |
| ------ | ---------------- | ---- | ------- |
| Goud   | Willy Cheruiyot  | KEN  | 2:09.05 |
| Zilver | Wilson Chelal    | KEN  | 2:09.06 |
| Brons  | David Rutto      | KEN  | 2:09.22 |
| 4      | Grzegary Gajdus  | POL  | 2:09.23 |
| 5      | Patrick Chumba   | KEN  | 2:09.45 |
| 6      | Ernest Kipyego   | KEN  | 2:09.54 |
| 7      | Henri Serem      | KEN  | 2:10.07 |
| 8      | Sergey Lukin     | RUS  | 2:10.57 |
| 9      | Too Daniel Kirwa | KEN  | 2:11.07 |
| 10     | Eric Gérôme      | BEL  | 2:12.53 |
| 11     | Zouri Abdel Ait  | MAR  | 2:14.11 |
| 12     | Nordine Betchim  | ALG  | 2:15.01 |
| 13     | Ronny Ligneel    | BEL  | 2:15.40 |
| 14     | Marek Dryja      | POL  | 2:16.26 |
| 15     | Piet Jacobs      | RSA  | 2:17.08 |
| 16     | Mykola Antonenko | UKR  | 2:18.05 |
| 17     | Amor Behbi       | ALG  | 2:18.36 |
| 18     | Joël Amwonga     | KEN  | 2:18.54 |
| 19     | Richard Kiprono  | KEN  | 2:19.25 |
| 20     | Alex Kiplagat    | KEN  | 2:21.27 |

### Vrouwen
| rang   | naam                  | land | tijd    |
| ------ | --------------------- | ---- | ------- |
| Goud   | Vivian Ruijters       | NED  | 2:36.36 |
| Zilver | Alemitu Bekele        | ETH  | 2:43.28 |
| Brons  | Conny van de Ouweland | NED  | 2:47.34 |

1959 ·
1960 ·
1982 ·
1984 ·
1986 ·
1988 ·
1990 ·
1991 ·
1992 ·
1993 ·
1994 ·
1995 ·
1996 ·
1997 ·
1998 ·
1999 ·
2000 ·
2001 ·
2002 ·
2003 ·
2004 ·
2005 ·
2006 ·
2007 ·
2008 ·
2009 ·
2010 ·
2011 ·
2012 ·
2013 ·
2014 ·
2015 ·
2016 ·
2017 ·
2018 ·
2019 ·
2020 ·
2021 ·
2022 ·
2023 ·
2024 ·
2025